# Andrés Framini
Andrés Framini, alias el Negro (Berisso, 2 de agosto de 1914-Ciudad de Buenos Aires, 9 de mayo de 2001), fue un dirigente sindical y político argentino. Fue secretario general de la Asociación Obrera Textil entre 1951-1955 y 1959-1968. En dos oportunidades, 1955 y 1961-1963 integró la conducción ejecutiva de la Confederación General del Trabajo (CGT). En 1962 y en un hito histórico para la época, Framini fue elegido gobernador de la provincia de Buenos Aires por el peronismo, pero el resultado electoral fue desconocido por el gobierno del presidente Arturo Frondizi, quien (presuntamente presionado por los militares del Ejército Argentino) anuló las elecciones e intervino todas las provincias donde había ganado el peronismo, siendo además derrocado por un golpe militar pocos días después.

## Biografía

### Infancia y juventud
Andrés Framini nació el 2 de agosto de 1914 en la localidad obrera de Berisso, designada como la capital provincial del inmigrante, en el cordón industrial del Gran La Plata. En la década de 1930, Framini se incorporó como obrero en la industria textil, que experimentaba entonces una gran expansión, encabezando el proceso de industrialización del país, en esa década y la siguiente.

### Sindicalismo y peronismo

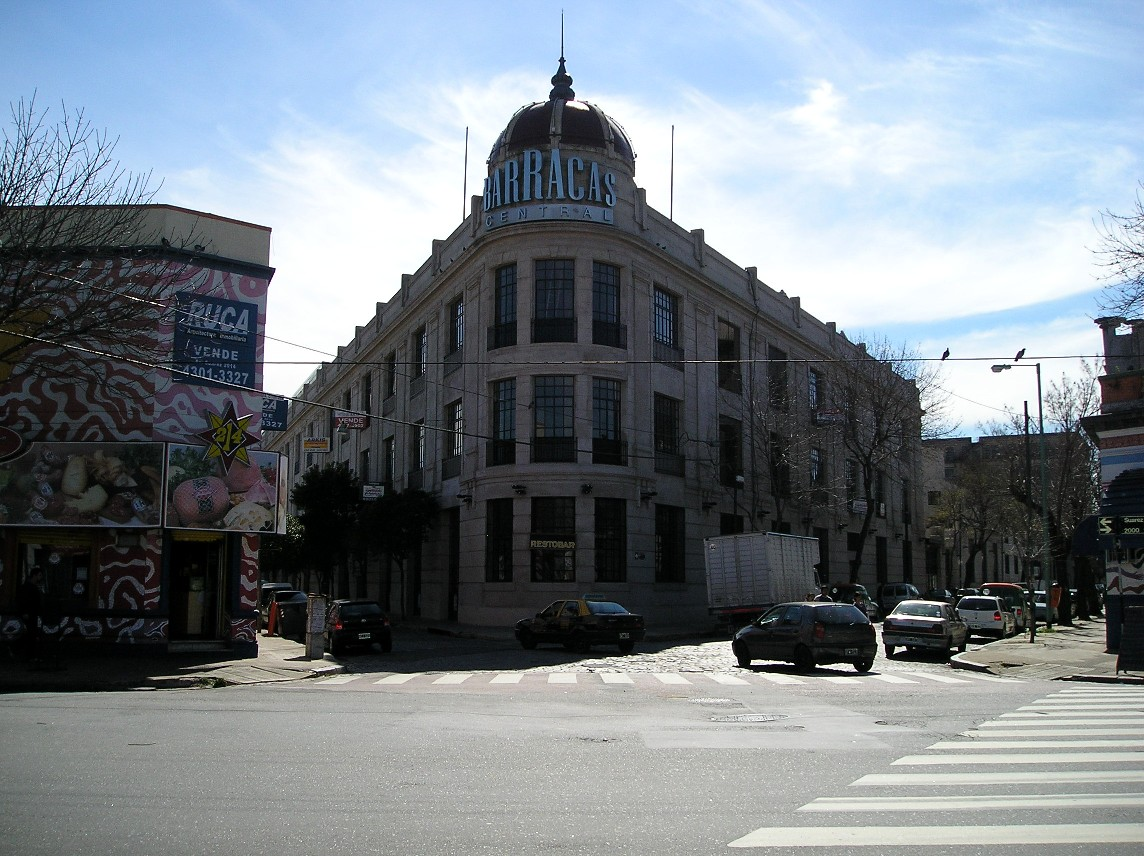
Ex fábrica Piccaluga en el barrio de Barracas, sur de Buenos Aires. Framini inició su carrera como dirigente sindical al ser elegido delegado de esta fábrica.

En 1943, dentro del complejo proceso que fue el gobierno militar conocido como Revolución del 43, una parte del movimiento obrero, principalmente de las corrientes socialista y sindicalista revolucionaria, concretaron una alianza con un grupo de militares jóvenes, encabezado por Juan D. Perón y Domingo Mercante. En ese momento Framini comienza su militancia en el sindicalismo:

Cuando apareció Perón en 1945 en la Secretaría de Trabajo y Previsión, yo era un joven obrero textil, que como todos los trabajadores vivíamos con bajos salarios, sin protección social, con largas jornadas de trabajo y mucho maltrato de los capataces. Para mí eso era lo normal, pensaba que era la vida del obrero, que me había tocado ser y que me la tenía que aguantar. Perón me dijo que eso no era así, que eso era injusto, que había que cambiarlo y que se podía cambiar, si nos uníamos con los compañeros, en los sindicatos. Así Perón me abrió la cabeza. Desde entonces supe que no tenían derecho a explotarme.
Andrés Framini.

Framini ha contado que participó de la movilización obrera del 17 de octubre de 1945, considerada como la fecha fundacional del peronismo como tal. En ese momento aún no se había creado la Asociación Obrera Textil (AOT), uno de los sindicatos más poderosos del país, que lo llevaría a destacarse en la vida pública, y que sería fundado diez días después.
Pronto Framini se destacó como organizador sindical siendo elegido delegado de la empresa textil F. Piccaluga y Cia, una de las pioneras de la industria argentina, con fábrica en el barrio de Barracas, en la zona sur de la ciudad de Buenos Aires, donde tradicionalmente se había organizado el sindicalismo textil liderado por el socialista Lucio Bonilla.
En 1953 fue elegido secretario general de la AOT, en esa oportunidad Framini sostuvo una posición contraria a los entonces líderes del sindicato a quienes terminó desplazando en 1953.
El 16 de junio de 1955, Framini concurrió a la Plaza de Mayo para expresar su apoyo al presidente Juan Domingo Perón, ante un intento de golpe de Estado iniciado ese mismo día, durante el cual los sublevados bombardearon Buenos Aires, con aviones de guerra de la Marina, causando más de 300 muertos.

### Líder de la Resistencia Peronista

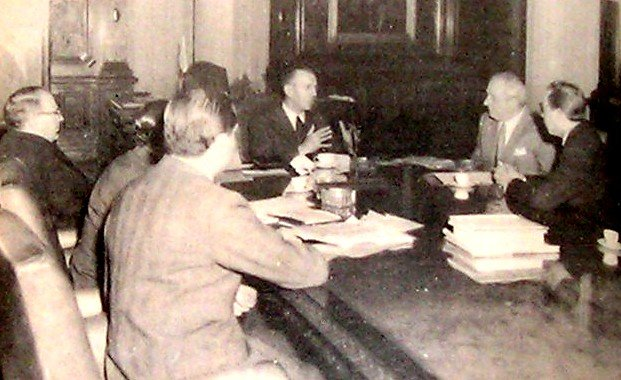
La CGT se reúne con Lonardi. A la izquierda de la foto, Luis Cerrutti Costa (Ministro de Trabajo); al centro, el presidente de facto general Eduardo Lonardi; a la derecha, Luis Natalini y Andrés Framini, líderes de la central sindical CGT. 1955.

El 16 de septiembre de 1955, pocas semanas después del bombardeo de Plaza de Mayo, un golpe militar derrocó al presidente Juan Domingo Perón, dando inicio a la autodenominada Revolución Libertadora. La dictadura dio inicio a un extenso período de ilegalización del peronismo que fue resistido por sus activistas en un proceso conocido como la Resistencia Peronista, que se extendería hasta las elecciones de 1973. Fue en este período en el que Andrés Framini alcanzó un destacado protagonismo en la vida sindical y política. Framini condenó la persecución al movimiento obrero y la proscripción del peronismo a partir de 1955. Lideró la CGT Auténtica, que fue el primer intento de reorganización del movimiento obrero peronista después de la represión, los fusilamientos y cárceles impuestas por los dictadores Aramburu y Rojas.
La dictadura autotitulada Revolución «Libertadora» estaba dirigida por dos líneas militares: los nacionalistas católicos, liderados por el general Eduardo Lonardi, y los conservadores , liderados por el general Pedro Eugenio Aramburu y el almirante Isaac Rojas. Los nacionalistas católicos aceptaban muchas de las conquistas sociales y laborales obtenidas durante el gobierno de Perón y no adoptaban una posición frontalmente en contra del peronismo. Los conservadores, en cambio, pretendían derogar las medidas sociales establecidas y adoptaban una posición francamente antiperonista. Inicialmente ambos bandos se mantuvieron en equilibrio, asumiendo como presidente de facto Lonardi, y vicepresidente de facto Isaac Rojas.
En este primer período, el movimiento obrero peronista intentó maniobrar aprovechando las diferencias entre ambas corrientes militares, para obtener ventajas y ganar tiempo para reorganizarse, mientras los sindicatos eran ocupados por grupos no peronistas apoyados por los militares (socialistas, anarcosindicalistas, radicales, independientes). Por esa razón ese momento fue conocido como la entente cordiale.
El 5 de octubre la mesa directiva de la CGT renunció, para que asumiera una conducción provisoria, integrada por Andrés Framini y Luis Natalini de Luz y Fuerza. Los sindicalistas negociaban con el régimen militar, a través del Ministro de Trabajo Luis Cerruti Costa, un socialcristiano, abogado del sindicato metalúrgico, que había sido peronista hasta 1947. Al día siguiente de asumir la dirección de la CGT, Framini y Natalini firmaron un pacto formal con el ministro Cerruti Costa, por el cual el gobierno reconocía a las autoridades de la CGT y se comprometía a designar interventores imparciales en los sindicatos, donde se deberían realizar elecciones democráticas en 120 días.
A cambio, Framini y Natalini realizaron algunas concesiones, como la eliminación del preámbulo del estatuto de la CGT donde se adoptaba la doctrina peronista y la eliminación como feriado del 17 de octubre, Día de la Lealtad peronista.
Para fines del mes de octubre, las tensiones se acentuaron, mientras el régimen militar de Pedro Eugenio Aramburu buscaba instalar, mediante la intervención de los sindicatos a direcciones no peronistas, la CGT aumentó su presión sobre el gobierno para que se abstuviera de intervenir los sindicatos. El 26 de octubre, en una reunión con el ministro de Trabajo, Framini le exigió dejar de apoyar a los grupos opositores, bajo amenaza de declarar una huelga general. Cerruti Costa rechazó la exigencia sindical dejando sin efecto el acta firmada con la CGT. Las nuevas reglas establecían la caducidad de los mandatos de los dirigentes de la CGT y los sindicatos, y el llamado a elecciones sindicales controladas por las Fuerzas Armadas.
Mientras tanto, la actitud ofensiva demostrada por la CGT, llevó al sector liberal de derecha del régimen militar a responder tomando mayor control del gobierno. De este modo, el 1 de noviembre la Marina ocupó el Ministerio de Trabajo con el fin de desencadenar una acción represiva hacia el sindicalismo peronista. Cerruti Costa resistió la presión y logró, con apoyo de Lonardi, un nuevo pacto con Framini y Natalini, por el cual volvieron a ser reconocidas las autoridades de la CGT y se decidió designar de común acuerdo a los interventores sindicales que procederían a la normalización.
Sin embargo, el sector liberal de derecha volvió a avanzar el 11 de noviembre, al constituirse la Junta Consultiva Nacional del gobierno militar, presidida por el almirante Rojas e integrada por políticos destacados designados por la mayor parte de los partidos antiperonistas.[cita requerida] Dos días después, un golpe palaciego desalojó del poder al general Lonardi, instalando como nuevo presidente de facto a un liberal de derecha Pedro Eugenio Aramburu.
La CGT entonces declara una huelga general para los días 15, 16 y 17 de noviembre. Inmediatamente el régimen militar de Pedro Eugenio Aramburu encarceló a más de 9.000 dirigentes sindicales, incluidos Framini y Natalini. A raíz de las detenciones masivas el paro sólo tuvo adhesión en algunos distritos obreros como Avellaneda, Berisso y Rosario y debió ser levantado al día siguiente de iniciarse. La CGT y la mayor parte de los sindicatos fueron intervenidos militarmente y el nuevo régimen dictatorial puso en marcha una fuerte política represiva que se completó con varios decretos en los que se consideraba delito tener ideas peronistas, y hasta la sola mención del nombre del expresidente Juan D. Perón, con penas de prisión de hasta seis años para los infractores.
Años después Framini recordó ese momento así:

Cuando se hizo cargo Aramburu de la Presidencia, declaré tres días de huelga. Me vinieron a buscar a mi casa en Lugano. Le dije a mi esposa: «Voy al Departamento de Policía y vuelvo...» Tardé nueve meses en hacerlo. Entre permanecer prófugo y detenido pasaron como cuatro años. Muchas veces era peor estar prófugo que estar preso.
Andrés Framini.

Intervenidos los sindicatos y la CGT, el sindicalismo peronista comenzó a reorganizarse desde sus simpatizantes en las fábricas y centros de trabajo, mediante huelgas, sabotajes y comisiones internas clandestinas. Esa fue la base de lo que se denominaría luego la Resistencia Peronista. Allí aparece toda una nueva generación de dirigentes sindicales, como el metalúrgico Augusto Timoteo Vandor y el textil Juan Carlos Laholaberry, quien durante muchos años sería el socio sindical de Framini, hasta desplazarlo de la conducción de la AOT en 1968. Ya libre, a fines de 1956, Framini impulsa la creación de un centro de coordinación sindical al que denomina CGT Auténtica, no reconocida por el régimen militar. Otros grupos por entonces habían intentado experiencias similares, como la CGT Única e Intransigente y el Comando Sindical. Ese año y desde la clandestinidad, el sindicalismo peronista organizó 52 huelgas en las que participaron 853.994 trabajadores, proporcionalmente uno de los números más altos de la historia.
Framini se convirtió en ese momento en uno de los principales líderes de la Resistencia Peronista, actuando desde la clandestinidad. En esa condición fue uno de los organizadores del frustrado levantamiento cívico-militar conducido por el general Juan José Valle el 9 de junio de 1956, que fuera severamente reprimido con el fusilamiento de 27 civiles y militares, incluyendo los fusilamientos clandestinos de León Suárez.
Framini fue uno de los cuatro hombres que comandaron la insurrección, que recibió el nombre de Movimiento de Recuperación Nacional 9 de Junio, junto con el dirigente sindical metalúrgico Armando Cabo y los generales Valle y Raúl Tanco. Durante el mismo, Framini permaneció en la sede del Comando del levantamiento, instalada en Avellaneda, en una casa sobre la calle Alsina, frente a la plaza Alsina. Se ha dicho que, de haber sido encontrado por el régimen militar, Framini hubiera integrado la lista de fusilados.

### Reorganización sindical y las 62 Organizaciones
Como parte de la política del gobierno militar de promover la instalación en los sindicatos de conducciones no peronistas, en la Asociación Obrera Textil la intervención militar facilitó el accionar de Lucio Bonilla, antiguo líder de la fracción de la Unión Obrera Textil (UOT) controlada por el socialismo, opuesta a la que controlaba el comunismo; ambas UOT fueron disueltas en 1946, para que sus miembros se integraran a la Asociación Obrera Textil (AOT), creada el año anterior.
Sin embargo, en las elecciones normalizadoras realizadas en 1957, la lista socialista fue derrotada por una alianza entre peronistas y comunistas, resultando elegido secretario general Juan Carlos Loholaberry, debido a que Framini había sido legalmente inhabilitado por el gobierno militar para ser candidato.
En agosto de 1957 el gobierno militar organizó el Congreso Normalizador de la CGT, bajo la presidencia del interventor de la central, capitán de navío Alberto Patrón Laplacete. Framini fue delegado al mismo por la AOT y una de las figura destacadas. En el mismo el peronismo realizó alianzas con el comunismo y los sindicalistas independientes, con el fin de evitar el triunfo de las corrientes sindicales que apoyaban al régimen militar. Al momento de obtener mayoría para controlar las credenciales de los delegados, los delegados oficialistas se retiraron, dejando sin quórum al congreso, que de ese modo fracasó. Como resultado se conformaron tres corrientes sindicales:
- Las 62 Organizaciones, inicialmente integrada por peronistas y comunistas, hasta que estos se separaron, poco después;
- Los 32 Gremios Democráticos (socialistas y radicales);
- Las 19 organizaciones comunistas (ya separados de las 62) e independientes, que al año siguiente se disolverá para crear el MUCS de orientación comunista.[11][13]

Ese mismo año las corrientes sindicales peronista y comunista declaran conjuntamente dos paros generales, los días 27 de septiembre y 22-23 de octubre, reclamando entre otras cosas, la libertad de los sindicalistas presos, el cese del estado de sitio, la derogación del decreto que congelaba los salarios y la reanudación del congreso de la CGT.
En noviembre de 1957 Framini participó del Plenario Nacional de Delegaciones Regionales de la CGT y las 62 Organizaciones efectuado en La Falda (Córdoba), que aprobó el famoso Programa de La Falda "para la independencia económica".
En 1958 Framini compartió y apoyó activamente el voto peronista a la candidatura presidencial de Arturo Frondizi, que resultara del pacto secreto entre este y Juan D. Perón.
En 1959, ya elegido presidente Arturo Frondizi, Framini fue detenido por orden presidencial en tres oportunidades, acusado de "actividades subversivas", haciendo uso de las facultades extraordinarias que concede el estado de sitio. El caso fue denunciado ante el Comité de Libertad Sindical de la Organización Internacional del Trabajo (OIT), como Caso 216, por la Federación Internacional de Trabajadores Textiles, del Vestuario, del Cuero y de Pieles (FITTVCP). La OIT resolvió recomendar al gobierno argentino poner a Framini rápidamente a disposición de un juez que pudiera resolver su situación utilizando la ley común. Ese mismo año, fue nuevamente elegido secretario general de la AOT, cargo que mantendría hasta 1968.
En octubre de 1960, Framini integró la Comisión de los 20, una conducción federada del movimiento obrero, constituida entre peronistas e independientes para exigir la devolución de la CGT. Para presionar al gobierno, la Comisión de los 20 declaró el 7 de noviembre una huelga general, que obligó al presidente Frondizi a recibirlos y finalmente, acordar el 3 de marzo de 1961 la devolución de la CGT a la Comisión de los 20.
La CGT entonces pasó a ser conducida por un secretariado provisorio de ocho miembros: Andrés Framini (textil), Augusto Vandor (metalúrgico), José Alonso (vestido), Juan Rachini (aguas gaseosas), Arturo Stafolani (La Fraternidad), Héctor Riego Ribas (gráfico), Manuel Carullas (tranviarios) y Francisco Pérez Leirós (municipales).

### Gobernador electo de la Provincia de Buenos Aires

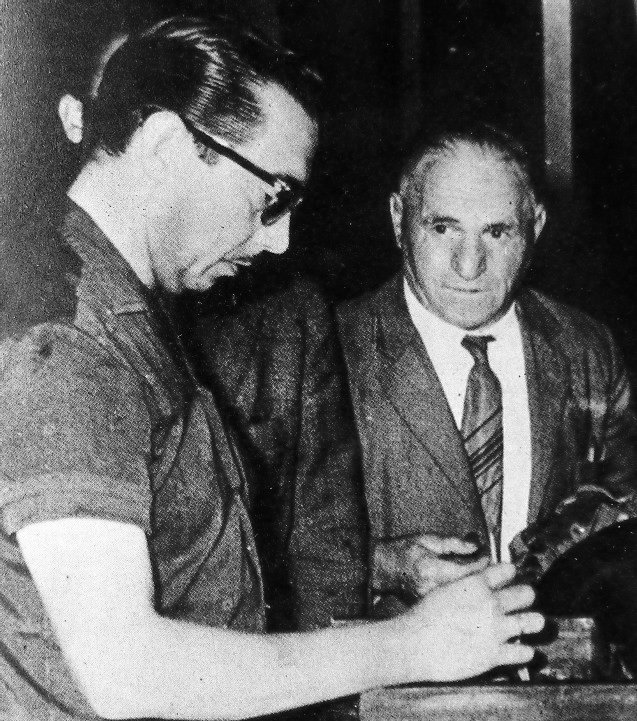
Andrés Framini votando en las elecciones de 1962

El presidente Arturo Frondizi (1958-1962), durante su mandato, permitió la presentación de candidatos peronistas en las elecciones provinciales del 18 de marzo de 1962, utilizando nombres partidarios nuevos, como el de Unión Popular, Partido Laborista, Tres Banderas, etc.
En la Provincia de Buenos Aires, la más importante del país, Perón desde el exilio, anunció que se presentaría una fórmula integrada por Andrés Framini para gobernador y él mismo como vicegobernador. El anuncio generó conmoción entre los militares y las fuerzas antiperonistas. El ministro del Interior Alfredo Vítolo declaró que no permitiría la candidatura de Perón; simultáneamente, el juez electoral Leopoldo Isaurralde anunció que no habilitaría la candidatura de Perón, y el cardenal Antonio Caggiano mencionó públicamente que Perón había sido excomulgado por la Iglesia católica.
Pero finalmente la fórmula fue completada por Francisco Marcos Anglada. La sigla partidaria utilizada fue "Unión Popular" y durante la campaña se utilizó un eslogan que anticipaba el retorno del propio Perón al poder: "Framini-Anglada, Perón en la Rosada". La fórmula Framini-Anglada fue apoyada también por el Partido Socialista Argentino, dirigido en ese momento por Alfredo Palacios y Alicia Moreau de Justo, que retiró a tal efecto su propia fórmula a gobernador. Por otra parte, intelectuales del peronismo como la pareja de Mario Massouh y María Hesaín -quien conocía a Framini desde hace años por ser su familia propietaria de Textiles Mahmud, que llegó a emplear 100 obreros- adhierieron enfáticamente a su candidatura.
El peronismo ganó las elecciones legislativas en nueve de los diecisiete distritos en que se realizaron y seis gobernaciones (Buenos Aires, Chaco, Neuquén, Río Negro, Santiago del Estero y Tucumán), siendo Framini elegido gobernador. El inesperado triunfo peronista produjo un planteo militar que llevó al presidente radical Frondizi intervenir la Provincia de Buenos Aires. Días después Frondizi anuló las elecciones e intervino todas las provincias que le eran adversas a su gobierno. Todas las provincias en donde ganó el peronismo fueron intervenidas. La medida sin embargo no pudo evitar el golpe de Estado que lo derrocó once días después, que anuló las elecciones y restableció las normas de represión y proscripción del peronismo.
A pesar del golpe de Estado y de la anulación de las elecciones, el 1 de mayo de 1962, fecha en que le tocaba asumir como gobernador, Framini concurrió igualmente -con sus seguidores- a asumir su cargo, labrando un acta sobre la negativa a aceptarlo por parte del gobierno de facto, que generó una violenta represión policial.
Tres décadas después, durante la gobernación de Eduardo Duhalde (1991-1999), una ley provincial estableció la validez del triunfo electoral de Andrés Framini, reconociéndole la condición de exgobernador de la Provincia de Buenos Aires.

### Framini o Vandor
En junio de ese mismo año Framini tuvo una actuación destacada en el Plenario Nacional de las 62 Organizaciones realizado en Huerta Grande, Provincia de Córdoba. Allí pronunció un importante discurso, impulsando el histórico programa que finalmente aprobó el plenario, en línea con los postulados de los movimientos de liberación nacional en auge en ese momento.
Desde ese momento, Framini y su posición de lealtad a Perón en el exilio, apareció como contrafigura del dirigente sindical metalúrgico Augusto Timoteo Vandor, más favorable a prescindir de la dirigencia de Perón. Esa oposición volvió a manifestarse en 1966, cuando algunos dirigentes sindicales encabezados por Vandor se acercaron al dictador militar Juan Carlos Onganía, liderando una fracción opositora en la 62 Organizaciones que reclamaba una activa oposición a la dictadura militar.
Framini fue uno de los integrantes del Comando Táctico Peronista, instancia clandestina creada para preservar la organización durante los años en los que el peronismo estuvo proscripto. Otros integrantes del Comando fueron John William Cooke, Augusto Vandor, Delia Parodi, María Granata.
Ya siendo presidente Arturo Illia, y como integrante del Comando Táctico Peronista, a Framini le correspondió anunciar públicamente, en el acto organizado en la Plaza Miserere de Buenos Aires el 17 de octubre de 1964, el retorno de Juan Domingo Perón a la Argentina ese mismo año. El gobierno de Illia sin embargo lo impidió, mediante gestiones realizadas por el canciller Miguel Ángel Zavala Ortiz, quien había participado como piloto en el bombardeo de Plaza de Mayo de 1955 que dejó más de 325 muertos para derrocar a Perón, con la dictadura militar instalada en Brasil, que impidió el despegue del avión en el que Perón viajaba.
En febrero de 1966 las 62 Organizaciones se dividieron a raíz del avance del vandorismo, que buscaba organizar un "peronismo sin Perón". Framini integró el sector antivandorista, liderado por el secretario general de la CGT José Alonso, denominado "De Pie Junto a Perón", título del documento que marcó la ruptura. En el sector también se enrolaron dirigentes como Amado Olmos (sanidad) y Lorenzo Pepe (ferroviarios), así como los dirigentes de izquierda que integraban Los 19. El vandorismo por su parte contraatacó removiendo a Alonso como secretario general de la CGT, apoyado por dirigentes como Fernando Donaires, que reemplazó a Alonso, Rogelio Coria (construcción) y Miguel Gazzera (fideeros).
En 1968 Framini fue derrotado por Juan Carlos Laholaberry en las elecciones por la secretaría general de la Asociación Obrera Textil. En pleno proceso electoral Framini simula su propio secuestro, aparentemente con el fin de reposicionarse ante lo que él consideraba un fraude. El intento, que tuvo ribetes tragicómicos, [cita requerida] sin embargo quedó al descubierto por obra en gran medida del periodismo, sobre todo del diario Crónica, que sospechó de la situación desde un principio. El hecho fue tomado por el actor y dramaturgo Víctor Proncet para escribir el cuento La víctima, sobre el que a su vez se realizó una película censurada y nunca estrenada comercialmente en Argentina, Los traidores (1973), del director Raymundo Gleyzer, quien fue secuestrado y desaparecido por la última dictadura cívico-militar argentina en 1976.

### Luego de 1968
La actividad pública de Framini se redujo considerablemente luego de perder la conducción de la AOT y del episodio del autosecuestro. Desde entonces siguió actuando en la vida política, pero sin alcanzar posiciones de máxima relevancia.
En 1974 creó junto con Sebastián Borro, Dante Viel y Armando Cabo la "Agrupación del Peronismo Auténtico", dentro del Partido Justicialista. Poco después, en 1975, ya muerto Perón, Framini integró el grupo fundador del Partido Peronista Auténtico, con el que la izquierda peronista, principalmente la Juventud Peronista y Montoneros, buscó frenar el poder del ultraderechista José López Rega en el Partido Justicialista. Sin embargo renunció al mismo poco después, disconforme con la conducción.
En el golpe militar del 24 de marzo de 1976 que impuso la dictadura autodenominada Proceso de Reorganización Nacional, un grupo de tareas fue a su casa a secuestrarlo, pero no pudo encontrarlo. Framini vivió entonces escondido durante varios meses. Él mismo contó ese momento así:

En el 76 me salvé por pura casualidad, porque cuando dieron el golpe, el mismo día mataron a unos cuantos, entre ellos al mayor Alberte. Me fueron a buscar a mí, a mi casa. Yo no estaba, ni yo ni mi señora, de casualidad. Subieron por atrás con una escalera, abrieron por el fondo, me llevaron unas cuantas cosas -lo principal fue la agenda-, y yo tuve que desaparecer. Eso trajo como consecuencia que tuve que vender mi casa y mudarme a otro lugar de la república. Y ahora me tengo que aguantar que mi señora me diga: ¡todo por la política!

En 1997 la Cámara de Diputados de la Nación lo distinguió, junto a otras personalidades del quehacer nacional, como uno de los Mayores Notables de la Argentina.
Durante la década de 1990 Framini se manifestó contrario al gobierno de Carlos Menem, de quien dijo en 1998:

Menem llegó con careta peronista y se dedicó a corromper todo a su paso para instalar el modelo que acabaría con el país. No dejó nada en pie, todo fue rematado; habíamos ya perdido la república y todavía no reaccionábamos.
Andrés Framini.

Finalmente en la década de 2000, Framini apoyó, aunque sin integrar, el Polo Social, encabezado por el padre Luis Farinello, e integrado también por el abogado sindical Héctor Recalde, el socialista Antonio Cartañá, la socióloga Olga Hammar, los dirigentes sindicales Luis D'Elía y Francisco "Barba" Gutiérrez, Humberto Tumini, entre otros.
En sus últimos años de vida Andrés Framini se dedicó principalmente a dar testimonio de las luchas sociales en la Argentina, pronunciando charlas en sindicatos, organizaciones populares y partidos políticos.

### Su muerte
Falleció el 9 de mayo de 2001, en circunstancias peculiares. Ese día, con 86 años, Framini asistió a un acto de homenaje a Eva Perón, en el local del sindicato de trabajadores estatales ATE de la CTA, donde pronunció un discurso y presenció la película Perón, sinfonía del sentimiento de Leonardo Favio. En esas circunstancias sufrió un ataque que le causó la muerte inmediata. Sus restos fueron velados en la calle Quito al 3000 e inhumados en el cementerio de la Chacarita. Tres días después el diputado nacional Juan Carlos Dante Gullo escribió un artículo en el periódico Página/12 titulado Una muerte hermosa, que termina reproduciendo una opinión compartida por quienes lo conocieron:

Murió luchando. Murió como él lo hubiera querido. Murió como lo que vivió. ¡Una vida hermosa!

Al momento de su muerte no recibía pensión y contaba como única propiedad un departamento de un ambiente y medio. Cinco días después de su muerte la Cámara de Diputados de la Nación le realizó un homenaje que contó con la adhesión de todos los bloques.